# Граматнойзидль
Граматнойзидль (нем. Gramatneusiedl) — ярмарочная коммуна (нем. Marktgemeinde) в Австрии, в федеральной земле Нижняя Австрия. 
Входит в состав округа Вена.  Население составляет 2461 человек (на 31 декабря 2005 года). Занимает площадь 6,7 км². Официальный код  —  32405.

## Политическая ситуация
Бургомистр коммуны — Леопольд Цоллес (СДПА) по результатам выборов 2005 года.
Совет представителей коммуны (нем. Gemeinderat) состоит из 21 места.
- СДПА занимает 13 мест.
- АНП занимает 5 мест.
- Партия L. AKTIV занимает 3 места.